# ʻUmi-a-Liloa
Umi (havajski ʻUmi-a-Liloa = "Umi, sin Liloe") (1470. – 1525.) bio je Aliʻi Aimoku (kralj) otoka Havaji ("Veliki otok").

## Životopis
Umi je rođen 1470. godine. Njegov je otac bio kralj Liloa, a majka žena iz naroda, Akahiakuleana.
Liloa je imao zakonitu suprugu i s njom sina Hākaua, ali je na jednom putovanju sreo Akahiakuleanu i spavao s njome, te je ona rodila Umija.
Dječak je odrastao s majkom i njezinim mužem, svojim očuhom. Majka mu je otkrila da mu je pravi otac Liloa kad je odrastao.
Umi je upoznao svog oca i on ga je priznao. Upoznao je i polubrata koji ga je zamrzio. Ubrzo nakon šta je Līloa priznao ʻUmija kao svog sina, dao je ʻUmija obrezati.
Hakau je ʻUmija jako mrzio, kao što je mrzio sve muškarce koji su bili ljepši od njega. Na kraju su ga seljaci ubili kamenovanjem. Umi je tada žrtvovao svog brata i njegove pristaše te je preuzeo vlast.
Nakon što je Piʻilani, kralj Mauija, umro, naslijedio ga je sin Lono-a-Piilani. Njegov je mlađi brat došao na Umijev dvor jer je Umi bio oženjen njegovom sestrom; bio mu je šogor. Umi je pozvao sve plemiće i pripremio se za invaziju na Maui.
Umi je bio vrlo religiozan i nagradio je svećenike, učinivši ih bogatima. Sagradio je i hramove.

## Supruge i djeca
Umi je imao mnogo žena:
- Kulamea
- Makaalua
- Kapukini (polusestra)
- Piʻikea
- Mokuahualeiakea
- Ohenahena
- Pinea (polunećakinja)

Njegovi sinovi:
- Kealiiokaloa[4]
- Keawenuiaumi
- Kumalae

Njegove kćeri:
- Kapunanahunui
- Nohova
- Kapulani Kapukini
- Kamolanui
- Akahiilikapu
- Aihakoko Amauaikookoo